# Circle Pines
Circle Pines è una città degli Stati Uniti d'America, situata in Minnesota, nella Contea di Anoka.